# Mughan Salyan
Mughan Salyan – azerski klub występujący w Premyer Liqa założony w 2007 jako NBC Salyan. Klub ma siedzibę w mieście Salyan. 31 października 2008 klub zmienił nazwę na obecną. 